# Allopaa
Allopaa — род земноводных из семейства Dicroglossidae. Насчитывает 2 вида. Их распространение ограничено Кашмирским регионом Индии и Пакистана. Филогенетическое положение этого рода не изучалось молекулярными методами и остается неопределенным.

## Классификация
Род включает 2 вида:
- Allopaa barmoachensis (Khan and Tasnim, 1989)
- Allopaa hazarensis (Dubois and Khan, 1979)

Allopaa barmoachensis может оказаться синонимом Allopaa hazarensis.